# Textilt återbruk

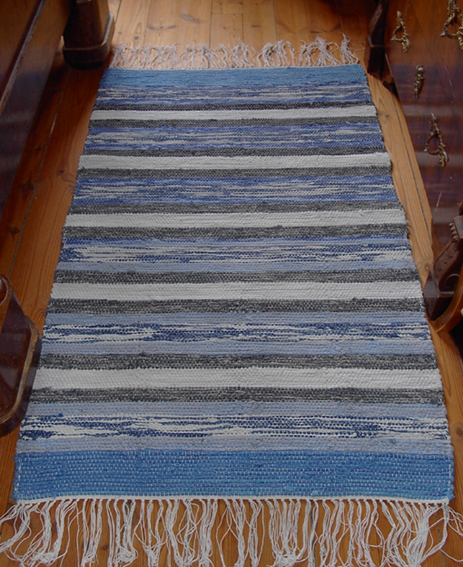
En trasmatta, ett exempel på vad som kan vara textilt återbruk.

Textilt återbruk är att ta tillvara textilier som annars skulle kastats, och återanvända dessa i till exempel lappteknik, textil konst eller vävning. Många företag använder olika sorters maskiner som kan sortera olika sorters kläder eller textil.
Det kan även handla om att göra om en matta till en väska eller på annat sätt återbruka textilt material till något nytt. Det finns en mängd olika saker att göra av jeans.